# Lophorhinus willodenensis
Lophorhinus willodenensis (лат.) — вид терапсид из клады Burnetiamorpha подотряда биармозухий. Описан Сидором и Смитом в 2007 году.

## Описание
Голотип SAM-PK-K6655 — передняя часть черепа без нижней челюсти и большей части нёба. Обнаружен в свите Бофорт (вучапинский ярус пермской системы в Южной Африке). Длина черепа Lophorhinus willodenensis — 20 см, общая длина — около 150 см. Срединный носовой гребень небольшой. Отличается от лобалопекса, которому он родствен, полукруглым срединным носовым гребнем, который образован слитыми носовыми костями, двойными слёзными отверстиями, окостеневшим сфенэтомоидом. Первый премаксиллярный зуб сжат мезиодистально. Lophorhinus willodenensis, возможно, был всеядным.
Открытие Lophorhinus в зоне Тропидостома показывает, что многочисленные бурнетиаморфы существовали в Гондване 270—250 миллионов лет назад. Родовое название означает «хохлатый нос». Видовое название происходит от названия фермы Виллодене.